# Festival de Sanremo 2024
La 74e édition du Festival de Sanremo se tient au Théâtre Ariston de la ville de Sanremo du 6 au 10 février 2024. Elle est présentée par Amadeus en collaboration avec divers invités lors des différentes soirées. Le gagnant du Festival possède, selon le règlement, le droit de préemption pour représenter l'Italie au Concours Eurovision de la chanson 2024.
Le festival est remporté par Angelina Mango, qui devient la première femme soliste à le remporter depuis 2014, et sa chanson La noia.

## Format
Pour cette édition, le nombre d'artistes participants est augmenté à trente, dont trois sélectionnés via l'édition 2023 de Sanremo Giovani. De plus, les soirées sont organisées dans un ordre différent des années précédentes. Enfin, le jury démoscopique — récurrent lors des votes des éditions précédentes — est supprimé.

## Participants
Trente artistes participent au Festival. Vingt-sept artistes sont sélectionnés par le groupe RAI et sont annoncés le 3 décembre 2023. Les trois artistes restants sont les trois premiers de Sanremo Giovani 2023.
| Artiste            | Chanson                | Auteur(s)                                                                               |
| ------------------ | ---------------------- | --------------------------------------------------------------------------------------- |
| Alessandra Amoroso | Fino a qui             | A. Amoroso, J. Ettorre, F. Abbate, F. Clemente, A. F. Merli et P. Pasini                |
| Alfa               | Vai!                   | Alfa, I. B. Scott et M. A. Jackson                                                      |
| Angelina Mango     | La noia                | A. Mango, Madame et Dardust                                                             |
| Annalisa           | Sinceramente           | Annalisa, D. Simonetta, P. Antonacci et S. Tognini                                      |
| BigMama            | La rabbia non ti basta | BigMama, M. L. Lazzerini, E. Botta et E. Brun                                           |
| Bnkr44             | Governo punk           | D. Lombardi, D. Caponi, A. Locci, P. Serafini, M. Vittiglio, J. Ettorre et J. Adamo     |
| Clara              | Diamanti grezzi        | C. Soccini, A. La Cava et F. Catitti                                                    |
| Dargen D'Amico     | Onda alta              | D. D'Amico, Cheope, G. Fazio, S. Marletta et E. Roberts                                 |
| Diodato            | Ti muovi               | A. Diodato                                                                              |
| Emma               | Apnea                  | E. Marrone, D. Petrella, P. Antonacci et J. Boverod                                     |
| Fiorella Mannoia   | Mariposa               | F. Mannoia, Cheope, C. Di Francesco, F. Abbate et M. Cerri                              |
| Fred De Palma      | Il cielo non ci vuole  | F. De Palma, J. Ettorre et J. Boverod                                                   |
| Gazzelle           | Tutto qui              | Gazzelle et F. Nardelli                                                                 |
| Geolier            | I p' me, tu p' te      | Geolier, D. Simonetta, P. Antonacci, G. Petito, D. Totaro, F. D'Alessio et Michelangelo |
| Ghali              | Casa mia               | Ghali, D. Petrella et Michelangelo                                                      |
| Il Tre             | Fragili                | Il Tre, I. Sinigaglia, G. Di Mario, P. Zou et F. M. Aprili                              |
| Il Volo            | Capolavoro             | E. Roberts, S. Marletta et M. Tenisci                                                   |
| Irama              | Tu no                  | Irama, G. Nenna, E. Mattozzi, F. Monti et G. Colonnelli                                 |
| La Sad             | Autodistruttivo        | F. E. Clemente, M. Botticini, E. Fonte, R. Zanotti et M. Paganelli                      |
| Loredana Bertè     | Pazza                  | L. Bertè, A. Bonomo, L. Chiaravalli et A. Pugliese                                      |
| Mahmood            | Tuta gold              | Mahmood, J. Ettorre et F. Catitti                                                       |
| Maninni            | Spettacolare           | Maninni, M. F. Xefteris, R. W. Guglielmi et G. Pollex                                   |
| Mr. Rain           | Due altalene           | Mr. Rain et L. Vizzini                                                                  |
| Negramaro          | Ricominciamo tutto     | G. Sangiorgi                                                                            |
| Renga et Nek       | Pazzo di te            | F. Renga, Nek, D. Mancino et Dardust                                                    |
| Ricchi e Poveri    | Ma non tutta la vita   | Cheope, S. Marletta et E. Roberts                                                       |
| Rose Villain       | Click boom!            | Rose Villain, D. Petrella et A. Ferrara                                                 |
| Sangiovanni        | Finiscimi              | Sangiovanni, P. Miano, F. Campedelli, A. Ferrara et F. Vaccari                          |
| Santi Francesi     | L'amore in bocca       | A. De Santis, M. L. Francese, A. Filippelli, D. Bestonzo et C. Del Bono                 |
| The Kolors         | Un ragazzo una ragazza | A. Stash Fiordispino, D. Petrella, A. Fiordispino et F. Catitti                         |

1. 1 2 3  Accède au Festival après avoir fini dans les trois premières places de Sanremo Giovani 2024.

## Soirées

### Première soirée
Lors de cette première soirée, les trente chansons sont interprétées et un premier vote, intégralement décidé par le jury « presse, TV et Web », a lieu.
| Ordre | Artiste            | Chanson                | Vote 1re soirée        |
| Ordre | Artiste            | Chanson                | Jury presse, TV et Web |
| ----- | ------------------ | ---------------------- | ---------------------- |
| 1     | Clara              | Diamanti grezzi        | 19e                    |
| 2     | Sangiovanni        | Finiscimi              | 30e                    |
| 3     | Fiorella Mannoia   | Mariposa               | 6e                     |
| 4     | La Sad             | Autodistruttivo        | 29e                    |
| 5     | Irama              | Tu no                  | 17e                    |
| 6     | Ghali              | Casa mia               | 9e                     |
| 7     | Negramaro          | Ricominciamo tutto     | 10e                    |
| 8     | Annalisa           | Sinceramente           | 3e                     |
| 9     | Mahmood            | Tuta gold              | 5e                     |
| 10    | Diodato            | Ti muovi               | 4e                     |
| 11    | Loredana Bertè     | Pazza                  | 1re                    |
| 12    | Geolier            | I p' me, tu p' te      | 23e                    |
| 13    | Alessandra Amoroso | Fino a qui             | 15e                    |
| 14    | The Kolors         | Un ragazzo una ragazza | 7e                     |
| 15    | Angelina Mango     | La noia                | 2e                     |
| 16    | Il Volo            | Capolavoro             | 13e                    |
| 17    | BigMama            | La rabbia non ti basta | 16e                    |
| 18    | Ricchi e Poveri    | Ma non tutta la vita   | 12e                    |
| 19    | Emma               | Apnea                  | 8e                     |
| 20    | Renga et Nek       | Pazzo di te            | 25e                    |
| 21    | Mr. Rain           | Due altalene           | 24e                    |
| 22    | Bnkr44             | Governo punk           | 28e                    |
| 23    | Gazzelle           | Tutto qui              | 14e                    |
| 24    | Dargen D'Amico     | Onda alta              | 10e                    |
| 25    | Rose Villain       | Click boom!            | 20e                    |
| 26    | Santi Francesi     | L'amore in bocca       | 18e                    |
| 27    | Fred De Palma      | Il cielo non ci vuole  | 27e                    |
| 28    | Maninni            | Spettacolare           | 21e                    |
| 29    | Alfa               | Vai!                   | 22e                    |
| 30    | Il Tre             | Fragili                | 26e                    |

### Deuxième soirée
Lors de la deuxième soirée, quinze des trente chansons sont interprétées. Un second vote a lieu, déterminé pour 50 % du jury « radio » et pour 50 % du télévote italien.
| Ordre | Artiste        | Chanson                | Vote 2e soirée    | Vote 2e soirée  | Vote 2e soirée  | Vote 2e soirée | Votes 2e et 3e soirées | Classement général |
| Ordre | Artiste        | Chanson                | Jury radio (50 %) | Télévote (50 %) | Télévote (50 %) | Moyenne        | Classement cumulé      | Classement général |
| Ordre | Artiste        | Chanson                | Jury radio (50 %) | %               | Place           | Moyenne        | Classement cumulé      | Classement général |
| ----- | -------------- | ---------------------- | ----------------- | --------------- | --------------- | -------------- | ---------------------- | ------------------ |
| 1     | Fred De Palma  | Il cielo non ci vuole  | 15e               | 0,5 %           | 15e             | 15e            | 30e                    | 30e                |
| 2     | Renga et Nek   | Pazzo di te            | 14e               | 1,4 %           | 11e             | 14e            | 26e                    | 26e                |
| 3     | Alfa           | Vai!                   | 7e                | 2,0 %           | 10e             | 11e            | 20e                    | 21e                |
| 4     | Dargen D'Amico | Onda alta              | 11e               | 2,2 %           | 9e              | 10e            | 19e                    | 18e                |
| 5     | Il Volo        | Capolavoro             | 13e               | 5,0 %           | 4e              | 7e             | 10e                    | 11e                |
| 6     | Gazzelle       | Tutto qui              | 12e               | 4,2 %           | 5e              | 8e             | 13e                    | 13e                |
| 7     | Emma           | Apnea                  | 4e                | 3,4 %           | 8e              | 6e             | 12e                    | 10e                |
| 8     | Mahmood        | Tuta gold              | 5e                | 4,0 %           | 6e              | 5e             | 8e                     | 8e                 |
| 9     | BigMama        | La rabbia non ti basta | 9e                | 1,1 %           | 14e             | 13e            | 25e                    | 22e                |
| 10    | The Kolors     | Un ragazzo una ragazza | 2e                | 1,2 %           | 13e             | 9e             | 17e                    | 15e                |
| 11    | Geolier        | I p' me, tu p' te      | 8e                | 56,5 %          | 1er             | 1er            | 1er                    | 1er                |
| 12    | Loredana Bertè | Pazza                  | 3e                | 3,6 %           | 7e              | 4e             | 9e                     | 6e                 |
| 13    | Annalisa       | Sinceramente           | 1re               | 5,9 %           | 3e              | 3e             | 5e                     | 3e                 |
| 14    | Irama          | Tu no                  | 6e                | 7,7 %           | 2e              | 2e             | 3e                     | 5e                 |
| 15    | Clara          | Diamanti grezzi        | 10e               | 1,3 %           | 12e             | 12e            | 23e                    | 24e                |

### Troisième soirée
Lors de la troisième soirée, les quinze autres chansons sont interprétées. Un vote, déterminé selon le même système que la veille a lieu. Un classement général est formé par l'agrégation des votes des trois premières soirées.
| Ordre | Artiste            | Chanson              | Vote 3e soirée    | Vote 3e soirée  | Vote 3e soirée  | Vote 3e soirée | Votes 2e et 3e soirées | Classement général |
| Ordre | Artiste            | Chanson              | Jury radio (50 %) | Télévote (50 %) | Télévote (50 %) | Moyenne        | Classement cumulé      | Classement général |
| Ordre | Artiste            | Chanson              | Jury radio (50 %) | %               | Place           | Moyenne        | Classement cumulé      | Classement général |
| ----- | ------------------ | -------------------- | ----------------- | --------------- | --------------- | -------------- | ---------------------- | ------------------ |
| 1     | Il Tre             | Fragili              | 13e               | 12,8 %          | 3e              | 4e             | 7e                     | 14e                |
| 2     | Maninni            | Spettacolare         | 11e               | 1,8 %           | 15e             | 15e            | 29e                    | 25e                |
| 3     | Bnkr44             | Governo punk         | 14e               | 3,4 %           | 11e             | 13e            | 27e                    | 28e                |
| 4     | Santi Francesi     | L'amore in bocca     | 10e               | 2,7 %           | 13e             | 12e            | 24e                    | 23e                |
| 5     | Mr. Rain           | Due altalene         | 8e                | 8,7 %           | 5e              | 5e             | 11e                    | 17e                |
| 6     | Rose Villain       | Click boom!          | 9e                | 4,7 %           | 9e              | 8e             | 18e                    | 20e                |
| 7     | Alessandra Amoroso | Fino a qui           | 6e                | 12,6 %          | 4e              | 3e             | 6e                     | 7e                 |
| 8     | Ricchi e Poveri    | Ma non tutta la vita | 7e                | 2,7 %           | 12e             | 11e            | 22e                    | 19e                |
| 9     | Angelina Mango     | La noia              | 1re               | 15,5 %          | 1re             | 1re            | 2e                     | 2e                 |
| 10    | Diodato            | Ti muovi             | 2e                | 5,2 %           | 7e              | 6e             | 14e                    | 9e                 |
| 11    | Ghali              | Casa mia             | 4e                | 13,2 %          | 2e              | 2e             | 4e                     | 4e                 |
| 12    | Negramaro          | Ricominciamo tutto   | 3e                | 3,6 %           | 10e             | 9e             | 16e                    | 16e                |
| 13    | Fiorella Mannoia   | Mariposa             | 5e                | 5,0 %           | 8e              | 7e             | 15e                    | 12e                |
| 14    | Sangiovanni        | Finiscimi            | 12e               | 2,2 %           | 14e             | 14e            | 28e                    | 29e                |
| 15    | La Sad             | Autodistruttivo      | 15e               | 5,6 %           | 6e              | 10e            | 21e                    | 27e                |

### Quatrième soirée
La quatrième soirée est la soirée dite « cover » : les trente artistes interprètent une reprise d'une chanson. Chaque artiste est accompagné d'un invité. Le vote de la soirée est constitué pour 33 % du vote du jury « presse, TV et Web », pour 33 % du vote du jury « radio » et pour 34 % du télévote. Un classement général est formé par l'agrégation du vote des quatre soirées.
Les artistes invités et les chansons reprises sont annoncés le 26 janvier 2024.
| Ordre | Artiste            | Invité(s)                               | Chanson (artiste original - année)                                                         | Vote 4e soirée                | Vote 4e soirée    | Vote 4e soirée  | Vote 4e soirée  | Vote 4e soirée | Classement général |
| Ordre | Artiste            | Invité(s)                               | Chanson (artiste original - année)                                                         | Jury presse, TV et Web (33 %) | Jury radio (33 %) | Télévote (34 %) | Télévote (34 %) | Moyenne        | Classement général |
| Ordre | Artiste            | Invité(s)                               | Chanson (artiste original - année)                                                         | Jury presse, TV et Web (33 %) | Jury radio (33 %) | %               | Place           | Moyenne        | Classement général |
| ----- | ------------------ | --------------------------------------- | ------------------------------------------------------------------------------------------ | ----------------------------- | ----------------- | --------------- | --------------- | -------------- | ------------------ |
| 1     | Sangiovanni        | Aitana                                  | Farfalle (Sangiovanni - 2022) Mariposas (Sangiovanni et Aitana - 2022)                     | 30e                           | 28e               | 0,8 %           | 19e             | 30e            | 30e                |
| 2     | Annalisa           | La Rappresentante di Lista              | Sweet Dreams (Are Made of This) (Eurythmics - 1983)                                        | 2e                            | 2e                | 5,4 %           | 4e              | 3e             | 3e                 |
| 3     | Rose Villain       | Gianna Nannini                          | Medley                                                                                     | 26e                           | 27e               | 0,6 %           | 25e             | 27e            | 23e                |
| 4     | Gazzelle           | Fulminacci                              | Notte prima degli esami (Antonello Venditti - 1984)                                        | 15e                           | 19e               | 2,0 %           | 11e             | 11e            | 13e                |
| 5     | The Kolors         | Umberto Tozzi                           | Medley Umberto Tozzi                                                                       | 9e                            | 7e                | 1,1 %           | 17e             | 12e            | 15e                |
| 6     | Alfa               | Roberto Vecchioni                       | Sogna ragazzo sogna (Roberto Vecchioni - 1999)                                             | 4e                            | 3e                | 4,7 %           | 6e              | 5e             | 10e                |
| 7     | Bnkr44             | Pino D'Angiò                            | Ma quale idea (Pino D'Angiò - 1980)                                                        | 24e                           | 24e               | 0,9 %           | 18e             | 23e            | 27e                |
| 8     | Irama              | Riccardo Cocciante                      | Quando finisce un amore (Riccardo Cocciante - 1974)                                        | 10e                           | 8e                | 5,0 %           | 5e              | 6e             | 5e                 |
| 9     | Fiorella Mannoia   | Francesco Gabbani                       | Che sia benedetta (Fiorella Mannoia - 2017) Occidentali's Karma (Francesco Gabbani - 2017) | 8e                            | 16e               | 1,4 %           | 14e             | 13e            | 14e                |
| 10    | Santi Francesi     | Skin                                    | Hallelujah (Leonard Cohen - 1984)                                                          | 3e                            | 5e                | 2,4 %           | 8e              | 8e             | 17e                |
| 11    | Ricchi e Poveri    | Paola & Chiara                          | Sarà perché ti amo (Ricchi e Poveri - 1981) Mamma Maria (Ricchi e Poveri - 1982)           | 11e                           | 11e               | 0,8 %           | 20e             | 17e            | 20e                |
| 12    | Ghali              | Ratchopper                              | Italiano vero (Medley)                                                                     | 7e                            | 12e               | 5,6 %           | 3e              | 4e             | 4e                 |
| 13    | Clara              | Ivana Spagna                            | Il cerchio della vita (Ivana Spagna - 1995)                                                | 17e                           | 21e               | 0,7 %           | 22e             | 22e            | 24e                |
| 14    | Loredana Bertè     | Venerus                                 | Ragazzo mio (Luigi Tenco - 1964)                                                           | 13e                           | 22e               | 1,2 %           | 15e             | 18e            | 8e                 |
| 15    | Geolier            | Guè, Gigi D'Alessio et Luchè            | Strade (Medley)                                                                            | 28e                           | 26e               | 43,3 %          | 1er             | 1er            | 1er                |
| 16    | Angelina Mango     | Quatuor à cordes de l'Orchestre de Rome | La rondine (Mango - 2002)                                                                  | 1re                           | 1re               | 8,4 %           | 2e              | 2e             | 2e                 |
| 17    | Alessandra Amoroso | Boomdabash                              | Medley                                                                                     | 18e                           | 18e               | 2,3 %           | 9e              | 10e            | 7e                 |
| 18    | Dargen D'Amico     | BabelNova Orchestra                     | Hommage à Ennio Morricone                                                                  | 25e                           | 29e               | 0,4 %           | 28e             | 29e            | 21e                |
| 19    | Mahmood            | Tenores di Bitti                        | Come è profondo il mare (Lucio Dalla - 1977)                                               | 6e                            | 4e                | 3,4 %           | 7e              | 7e             | 6e                 |
| 20    | Mr. Rain           | Gemelli DiVersi                         | Mary (Gemelli DiVersi - 2003)                                                              | 20e                           | 13e               | 1,4 %           | 13e             | 15e            | 18e                |
| 21    | Negramaro          | Malika Ayane                            | La canzone del sole (Lucio Battisti - 1971)                                                | 16e                           | 10e               | 0,5 %           | 26e             | 21e            | 19e                |
| 22    | Emma               | Bresh                                   | Medley Tiziano Ferro                                                                       | 22e                           | 14e               | 1,1 %           | 16e             | 19e            | 12e                |
| 23    | Il Volo            | Stef Burns                              | Who Wants to Live Forever (Queen - 1986)                                                   | 12e                           | 9e                | 1,7 %           | 12e             | 9e             | 11e                |
| 24    | Diodato            | Jack Savoretti                          | Amore che vieni, amore che vai (Fabrizio De André - 1966)                                  | 5e                            | 6e                | 0,7 %           | 23e             | 14e            | 9e                 |
| 25    | La Sad             | Donatella Rettore                       | Lamette (Rettore - 1982)                                                                   | 29e                           | 30e               | 0,7 %           | 21e             | 28e            | 28e                |
| 26    | Il Tre             | Fabrizio Moro                           | Medley Fabrizio Moro                                                                       | 26e                           | 25e               | 2,2 %           | 10e             | 16e            | 16e                |
| 27    | BigMama            | Gaia, La Niña et Sissi                  | Lady Marmalade (Christina Aguilera, Lil' Kim, Mýa et Pink - 2001)                          | 14e                           | 15e               | 0,6 %           | 24e             | 20e            | 22e                |
| 28    | Maninni            | Ermal Meta                              | Non mi avete fatto niente (Ermal Meta et Fabrizio Moro - 2018)                             | 21e                           | 20e               | 0,2 %           | 29e             | 25e            | 25e                |
| 29    | Fred De Palma      | Eiffel 65                               | Medley Eiffel 65                                                                           | 23e                           | 23e               | 0,2 %           | 30e             | 26e            | 29e                |
| 30    | Renga et Nek       | Pas d'invité                            | Medley Renga et Nek                                                                        | 19e                           | 17e               | 0,4 %           | 27e             | 24e            | 26e                |

### Cinquième soirée
Cette soirée constitue la finale du Festival. Elle se divise en deux. D'abord, les trente artistes interprètent leur chanson puis un premier vote, constitué uniquement du télévote, a lieu. Le classement est ensuite agrégé à celui des soirées précédentes pour donner un dernier classement. Les cinq meilleurs classés sont ensuite soumis au vote une seconde fois. Pour cette seconde phase, tous les votes précédents sont ignorés et seul le vote de cette seconde phase est pris en compte. Il est constitué pour 33 % du vote du jury « presse, TV et Web », pour 33 % du vote du jury « radio » et pour 34 % du télévote. L'artiste le mieux placé au terme de la procédure est déclaré vainqueur.
- Chanson qualifiée pour le second tour
- Vainqueur

| Ordre | Artiste            | Chanson                | Vote 5e soirée (télévote) | Vote 5e soirée (télévote) | Classement général |
| Ordre | Artiste            | Chanson                | %                         | Place                     | Classement général |
| ----- | ------------------ | ---------------------- | ------------------------- | ------------------------- | ------------------ |
| 1     | Renga et Nek       | Pazzo di te            | 0,7 %                     | 18e                       | 25e                |
| 2     | BigMama            | La rabbia non ti basta | 0,5 %                     | 20e                       | 22e                |
| 3     | Gazzelle           | Tutto qui              | 1,3 %                     | 11e                       | 11e                |
| 4     | Dargen D'Amico     | Onda alta              | 0,9 %                     | 13e                       | 20e                |
| 5     | Il Volo            | Capolavoro             | 2,6 %                     | 8e                        | 8e                 |
| 6     | Loredana Bertè     | Pazza                  | 3,2 %                     | 7e                        | 7e                 |
| 7     | Negramaro          | Ricominciamo tutto     | 0,6 %                     | 19e                       | 19e                |
| 8     | Mahmood            | Tuta gold              | 4,9 %                     | 5e                        | 6e                 |
| 9     | Santi Francesi     | L'amore in bocca       | 0,5 %                     | 21e                       | 18e                |
| 10    | Diodato            | Ti muovi               | 0,7 %                     | 17e                       | 13e                |
| 11    | Fiorella Mannoia   | Mariposa               | 0,7 %                     | 16e                       | 15e                |
| 12    | Alessandra Amoroso | Fino a qui             | 1,3 %                     | 10e                       | 9e                 |
| 13    | Alfa               | Vai!                   | 1,1 %                     | 12e                       | 10e                |
| 14    | Irama              | Tu no                  | 4,6 %                     | 6e                        | 5e                 |
| 15    | Ghali              | Casa mia               | 5,8 %                     | 4e                        | 4e                 |
| 16    | Annalisa           | Sinceramente           | 6,0 %                     | 3e                        | 3e                 |
| 17    | Angelina Mango     | La noia                | 14,2 %                    | 2e                        | 2e                 |
| 18    | Geolier            | I p' me, tu p' te      | 44,8 %                    | 1er                       | 1er                |
| 19    | Emma               | Apnea                  | 0,8 %                     | 14e                       | 14e                |
| 20    | Il Tre             | Fragili                | 1,6 %                     | 9e                        | 12e                |
| 21    | Ricchi e Poveri    | Ma non tutta la vita   | 0,3 %                     | 24e                       | 21e                |
| 22    | The Kolors         | Un ragazzo una ragazza | 0,4 %                     | 22e                       | 16e                |
| 23    | Maninni            | Spettacolare           | 0,1 %                     | 29e                       | 26e                |
| 24    | La Sad             | Autodistruttivo        | 0,4 %                     | 23e                       | 27e                |
| 25    | Mr. Rain           | Due altalene           | 0,7 %                     | 15e                       | 17e                |
| 26    | Fred De Palma      | Il cielo non ci vuole  | 0,1 %                     | 30e                       | 30e                |
| 27    | Sangiovanni        | Finiscimi              | 0,3 %                     | 26e                       | 29e                |
| 28    | Clara              | Diamanti grezzi        | 0,3 %                     | 25e                       | 24e                |
| 29    | Bnkr44             | Governo punk           | 0,2 %                     | 28e                       | 28e                |
| 30    | Rose Villain       | Click boom!            | 0,3 %                     | 27e                       | 23e                |

| Ordre | Artiste        | Chanson            | Jury presse, TV et Web (33 %) | Jury radio (33 %) | Télévote (34 %) | Télévote (34 %) | Moyenne | Place |
| Ordre | Artiste        | Chanson            | Jury presse, TV et Web (33 %) | Jury radio (33 %) | %               | Place           | Moyenne | Place |
| ----- | -------------- | ------------------ | ----------------------------- | ----------------- | --------------- | --------------- | ------- | ----- |
| 1     | Irama          | Tu no              | 5e                            | 4e                | 7,5 %           | 5e              | 6,9 %   | 5e    |
| 2     | Ghali          | Casa mia           | 3e                            | 3e                | 8,3 %           | 3e              | 10,5 %  | 4e    |
| 3     | Angelina Mango | La noia            | 1re                           | 1re               | 16,1 %          | 2e              | 40,3 %  | 1re   |
| 4     | Geolier        | I p' me, tu p' te' | 4e                            | 5e                | 60,0 %          | 1er             | 25,2 %  | 2e    |
| 5     | Annalisa       | Sinceramente       | 2e                            | 2e                | 8,0 %           | 4e              | 17,1 %  | 3e    |

## Audiences
| Soirée | Date            | 1re partie      | 1re partie | 2de partie      | 2de partie | Moyenne         | Moyenne | Réf.   |
| Soirée | Date            | Télespectateurs | PDM        | Télespectateurs | PDM        | Télespectateurs | PDM     | Réf.   |
| ------ | --------------- | --------------- | ---------- | --------------- | ---------- | --------------- | ------- | ------ |
| I      | 6 février 2024  | 15 075 000      | 64,34 %    | 6 527 000       | 66,84 %    | 10 561 000      | 65,1 %  | [ 7 ]  |
| II     | 7 février 2024  | 13 434 000      | 57,64 %    | 6 899 000       | 66,20 %    | 10 361 000      | 60,10 % | [ 8 ]  |
| III    | 8 février 2024  | 13 243 000      | 58,12 %    | 6 501 000       | 64,93 %    | 10 001 000      | 60,10 % | [ 9 ]  |
| IV     | 9 février 2024  | 15 531 000      | 65,05 %    | 8 398 000       | 73,23 %    | 11 893 000      | 67,80 % | [ 10 ] |
| Finale | 10 février 2024 | 17 281 000      | 70,80 %    | 11 724 000      | 78,80 %    | 14 301 000      | 74,10 % | [ 11 ] |

## À l'Eurovision
À la suite de sa victoire, Angelina Mango confirme lors de la conférence de presse du vainqueur qu'elle sera la représentante de l'Italie lors de l'Eurovision, qui cette année se déroule à Malmö en Suède.

Puisque sa chanson La noia dure légèrement plus de 3 minutes (3 minutes et 9 secondes précisément), une version modifiée de la chanson est par la suite publiée.
En tant que membre du Big Five, l'Italie est qualifiée d'office pour la finale du Concours, le samedi 11 mai 2024, mais a quand même le droit de vote dans la seconde demi-finale du jeudi 9 mai.

Le pays termine à la 7e place sur 25 finalistes avec 268 points: dans un premier temps 164 points du jury, puis 104 points du public.
Le jury italien est composé de Marcello Sacchetta, Maurizio Filardo, Barbara Mosconi, Marianna Mammone et Elena Maria Di Cioccio. Les résultats de leurs votes sont présentés par le porte-parole Mario Acampa.
Les demi-finales sont retransmises sur Rai 2, et la finale sur Rai 1, avec les commentaires de Gabriele Corsi et Mara Maionchi. Les trois soirées sont également diffusées sur Rai Radio 2, et commentées par Diletta Parlangeli et Matteo Osso.
À la fin de la seconde demi-finale, dans laquelle l'Italie a le droit de vote, les résultats du télévote italien sont affichés par la Rai, alors qu'ils étaient censés rester confidentiels jusqu'après la finale, selon le règlement du Concours. Le diffuseur expliquera par la suite qu'il s'agissait d'une erreur technique et que les résultats affichés à l'écran étaient incomplets.
La finale du Concours a rassemblé 5 341 000 téléspectateurs à travers l'Italie, soit une part de marché de 36%.